# Antoine Gouan
Antoine Gouan (ou Goüan) est un botaniste français, né à Montpellier le 15 novembre 1733, mort dans la même ville le 1er septembre 1821.

## Biographie
Il est le premier à avoir adopté en France la nomenclature binomiale de Carl von Linné, étant également le premier à publier une flore adoptant la méthode et la classification linnéennes.
Gouan commence ses études à Toulouse et revient étudier la médecine à l’université de Médecine de Montpellier qui n’a plus l’éclat des années passées. Gouan est très influencé par son professeur de médecine François Boissier de Sauvages de Lacroix (1706-1767), l’un des plus fervents partisans de la méthode linnéenne en France.
Il soutient son doctorat le 25 août 1752 sous la présidence d’Antoine Magnol (1676-1759). Gouan commence à pratiquer la médecine à l’hôpital de Saint-Éloi de Montpellier, mais il s’en désintéresse bientôt et se tourne vers sa grande passion : l’histoire naturelle. Il s’intéresse d’abord à l’entomologie et à l’ichtyologie avant de se tourner vers la botanique.
Il est admis en 1757 à l’Académie de la ville comme adjoint en botanique. Outre quelques travaux en zoologie, il se consacre surtout à la botanique. Par l’intermédiaire de Sauvages de Lacroix, il commence à correspondre avec Linné à la fin des années 1750 et lui envoie des insectes. Linné le qualifie, dans ses lettres, de correspondant le plus chéri.
Il fait paraître, en 1762, le catalogue des plantes du jardin botanique de Montpellier, sous le titre d’Hortus regius Monspeliensis. Pour la première fois en France, un ouvrage de botanique suit la nomenclature binomiale mise en place par Linné.
Il fait paraître en 1765 sa Flora Monspeliaca et devient titulaire de l’Académie montpelliéraine. Il obtient alors un emploi au jardin botanique et est chargé des herborisations dans la campagne. Ces ouvrages sont critiqués par Bernard de Jussieu (1699-1777) en ces termes très durs : J’avais cru d’abord que l’on ne pouvait pas faire de plus mauvais livre en botanique que celui qu’avait publié M. Gouan, sous le titre d’“Hortus monspeliensis”, mais je me suis détrompé depuis que le bâtard de Linneus nous a donné son “Flora monspeliaca” !
L’année suivante, il remplace François Boissier de Sauvages de Lacroix à l’université de médecine. Il va y former de grands noms en histoire naturelle comme Jean-Emmanuel Gilibert (1741-1814), Joseph Dombey (1742-1794), Jean-Guillaume Bruguière (1750-1798), Jacques-Julien Houtou de La Billardière (1755-1834), Guillaume-Antoine Olivier (1756-1814) et Auguste Broussonnet (1761-1807).
Il fait paraître en 1770 un ouvrage en ichtyologie, Historia Piscicum, qui augmente le nombre de genres de poissons précédemment créés dans le système linnéen. Il crée les genres Lepadogaster, Lepidopus et Trachypterus, toujours valables aujourd’hui.
Gouan fait paraître en 1773 ses Illustrationes et observationes botanicæ comprenant 26 planches. Il remplace Joseph Barthez (1734-1806) au poste de démonstrateur de botanique. La renommée de Gouan grandit et il est en relation avec de nombreux botanistes ou naturalistes tant français qu’étranger.
Auguste Broussonnet (1761-1807) lui fait parvenir un pied de Ginkgo biloba que lui a donné Sir Joseph Banks (1743-1820). Gouan le plante au jardin et il est encore visible aujourd’hui. Afin de faciliter la compréhension du système linnéen, il fait paraître un petit livre intitulé Explication du système botanique du chevalier von Linné. Il devient membre étranger de la Société linnéenne de Londres en 1788 et est membre de nombreuses sociétés savantes (comme l’Académie royale des sciences de Suède).
Gouan obtient en 1794 la direction du jardin royal, rebaptisé Jardin national. Il connaît peu à peu des problèmes de vue, ce qui l’oblige à abandonner peu à peu ses différentes fonctions.
En 1807, lorsque Broussonnet, titulaire de la chaire de botanique à l’école de médecine et ancien élève de Gouan, meurt, Gouan tente de s’opposer à la nomination d'Augustin Pyrame de Candolle (1778-1841).
Il est également célèbre pour sa collection d'algues récoltées aux alentours de Marseille. Antoine Gouan entretient une importante correspondance avec de nombreux savants de son temps. Outre Linné, il faut citer Albrecht von Haller (1708-1777), Jean-Guillaume Bruguière (1750-1798), Jean-Jacques Rousseau (1712-1778), Ambroise Marie François Joseph Palisot de Beauvois (1752-1820), Joseph Dombey (1742-1794), Carl Peter Thunberg (1743-1828), etc.

## Principaux ouvrages
- Hortus Regius Monspeliensis, sistens plantas tum indigenas tum exotica (1762).
- Flora Monspeliaca, sistens plantas no. 1850 ad sua genera relatas, et hybrida methodo digestas; adjectis nominibus specificis, trivialibusque, synonymis selectis, habitationibus plurium in agro Monspeliensi nuper detectarum, et earum quae in usus medicos veniunt nominibus pharmaceuticis, virtutibusque probatissimis (1765).
- Illustrationes et Observationes Botanicae, ad specierum historiam facientes seu rariorum plantarum indigenarum, pyrenaicarum, exoticarum adumbrationes, synonymorum… Cum iconibus ex naturae typo et magnitudine naturali ab auctore delineatis (1773).
- Herborisations des environs de Montpellier, ou guide botanique à l'usage des élèves de l'école  de santé… (1796).

## Note
1. ↑  Cité par Duriz (1993).

## Sources
- Benoît Dayrat (2003). Les Botanistes et la Flore de France. Trois siècles de découvertes, Publications scientifiques du Muséum national d’histoire naturelle : 690 p.
- Pascal Duris (1993). Linné et la France (1780-1850). Librairie Droz (Genève), collection Histoire des idées et critique littéraire, no 318 : 281 p.
- Jacques-Alphonse Mahul, Annuaire nécrologique, ou Supplément annuel et continuation de toutes les biographies ou dictionnaires historiques, 2e année, 1821, Paris : Ponthieu, 1822, p. 198-203